# ジェイデン・アイビー
ジェイデン・エドワード・ダナンジェイ・アイビー（Jaden Edward Dhananjay Ivey , 2002年2月13日 - ）は、アメリカ合衆国インディアナ州サウスベンド出身のプロバスケットボール選手。NBAのデトロイト・ピストンズに所属している。ポジションはシューティングガード。

## 経歴

### ハイスクール
中学校まではバスケの他にアメリカンフットボールや野球、サッカー、空手なども行っていたが、高校入学後はバスケに専念した。
主要サイトから4つ星評価を受け、パデュー大学へ進学した。

### カレッジ
1年目の2020-21シーズンは足の故障により5試合を欠場した。NCAAトーナメント1回戦で北テキサス大学と対戦し、シーズンハイの26得点を記録したが、チームは敗れた。このシーズンは23試合に出場して平均11.1得点、3.3リバウンド、1.9アシストの成績を記録し、ビッグ・テン・カンファレンスのオールフレッシュマンチームに選出された。

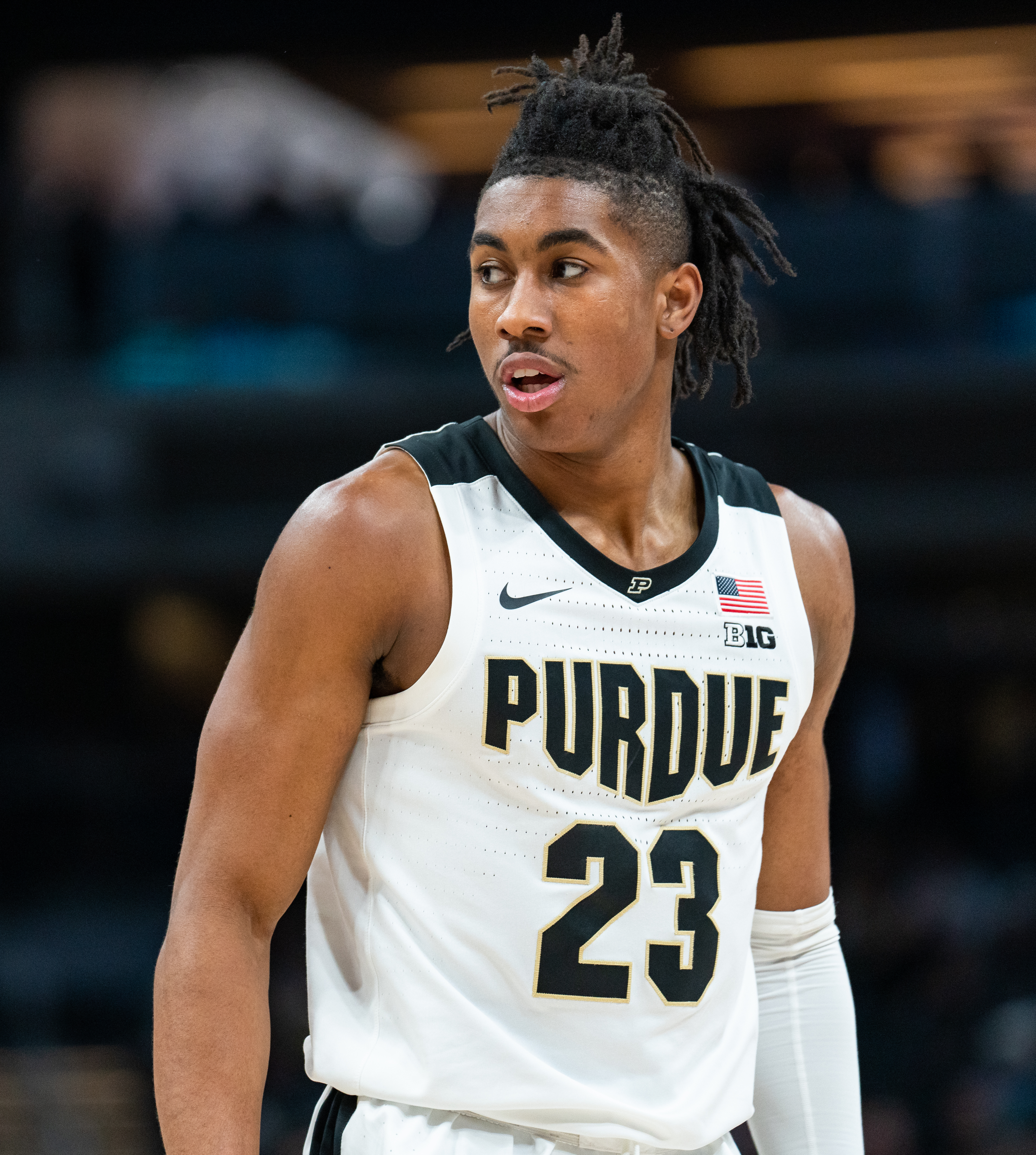
パデュー大学でのアイビー
（2022年）

2年目の2021-22シーズンは前年から平均得点を向上させ、エースとして活躍。NCAAオールアメリカンのコンセンサスセカンドチームに選出された。チームは東部地区第3シードとしてNCAAトーナメントに出場したが、3回戦で第15シードのセントピーターズ大学に敗れ敗退した。シーズン終了後に代理人と契約して2022年のNBAドラフトへのアーリーエントリーを表明し、チームから離脱した。

### デトロイト・ピストンズ
2022年6月23日に行われたNBAドラフトにて1巡目全体5位でデトロイト・ピストンズから指名され、7月2日にピストンズとの契約に合意した。10月19日のオーランド・マジック戦でNBAデビューを果たして19得点、3リバウンド、4アシストを記録し、チームは113-109で勝利した。2023年3月27日のミルウォーキー・バックス戦でシーズンハイとなる32得点を記録したが、チームは117-126で敗れた。
2024年2月7日のサクラメント・キングス戦でキャリアハイとなる37得点を含む6リバウンド、7アシストを記録し、チームは133-120で勝利した。

## 家族
母親のニール・アイビーは元WNBA選手で、現在はノートルダム大学の女子バスケットボールチームでヘッドコーチを務めている。
父親のジャビン・ハンター、祖父のジェームズ・ハンターはいずれも元NFL選手。

## 個人成績

### NBA

#### レギュラーシーズン
| シーズン | チーム | GP  | GS  | MPG  | FG%  | 3P%  | FT%  | RPG | APG | SPG | BPG | PPG  |
| -------- | ------ | --- | --- | ---- | ---- | ---- | ---- | --- | --- | --- | --- | ---- |
| 2022–23  | DET    | 74  | 73  | 31.1 | .416 | .343 | .747 | 3.9 | 5.2 | .8  | .2  | 16.3 |
| 2023–24  | DET    | 77  | 61  | 28.8 | .429 | .336 | .749 | 3.4 | 3.8 | .7  | .5  | 15.4 |
| 2024–25  | DET    | 30  | 30  | 29.9 | .460 | .409 | .733 | 4.1 | 4.0 | .9  | .4  | 17.6 |
| 通算     | 通算   | 181 | 164 | 29.9 | .429 | .352 | .746 | 3.7 | 4.4 | .8  | .4  | 16.1 |

### カレッジ
| シーズン | チーム   | GP | GS | MPG  | FG%  | 3P%  | FT%  | RPG | APG | SPG | BPG | PPG  |
| -------- | -------- | -- | -- | ---- | ---- | ---- | ---- | --- | --- | --- | --- | ---- |
| 2020–21  | パデュー | 23 | 12 | 24.2 | .399 | .258 | .726 | 3.3 | 1.9 | .7  | .7  | 11.1 |
| 2021–22  | パデュー | 36 | 34 | 31.4 | .460 | .358 | .744 | 4.9 | 3.1 | .9  | .6  | 17.3 |
| 通算     | 通算     | 59 | 46 | 28.6 | .440 | .322 | .739 | 4.3 | 2.6 | .8  | .6  | 14.9 |